# Государство Палестина на летних Олимпийских играх 2000
Палестинская национальная администрация (ПНА) / частично признанное Государство Палестина принимала участие в Летних Олимпийских играх 2000 года в Сиднее (Австралия) во второй раз за свою историю, но не завоевала ни одной медали. Сборную представляли один мужчина и одна женщина, которые выступили в соревнованиях по лёгкой атлетике и плаванию.

## Лёгкая атлетика
| Спортсмен     | Дисциплина                 | Результат | Позиция |
| ------------- | -------------------------- | --------- | ------- |
| Рами Аль Дииб | спортивная ходьба на 20 км | 1:32:32   | 44      |

## Плавание
| Спортсмен    | Дисциплина               | Результат | Позиция |
| ------------ | ------------------------ | --------- | ------- |
| Самар Нассар | 50 метров вольным стилем | 30.05     | 65      |